# 喀俄涅

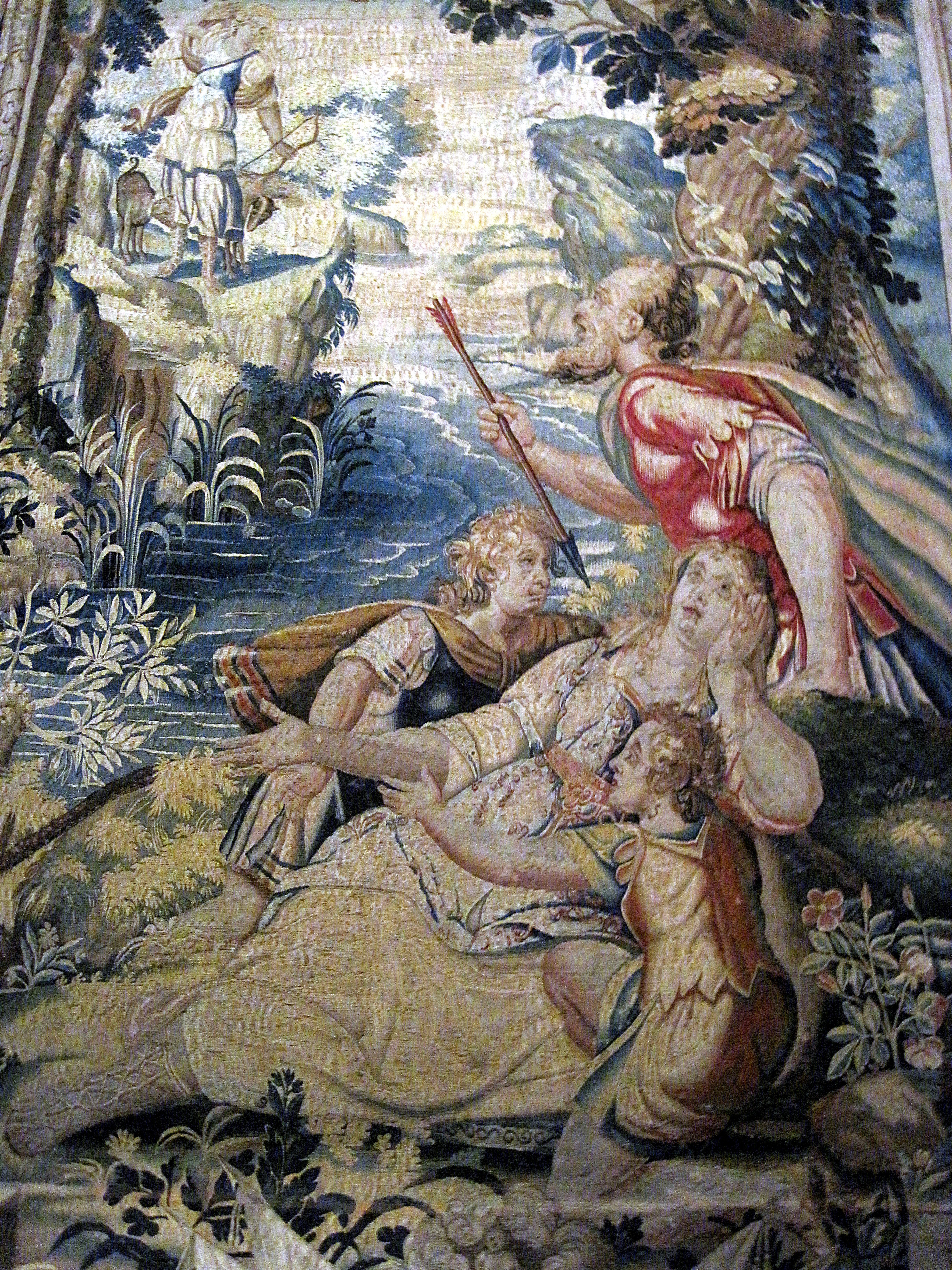
錫安（Chione）被她的兩個兒子支持的箭殺死

喀俄涅（表“雪”之意）又譯齊昂妮，是希腊神话中代表雪与冬季的女神。她是北风之神玻瑞阿斯与女仙歐麗泰亞之女。其兄弟姊妹包括色雷斯王菲纽斯之妻——克勒俄帕特拉、阿尔戈英雄波瑞亞斯兄弟。
据部分资料记载，喀俄涅生下一子欧摩尔波斯，并因惧怕其父知悉情况而将其扔进大海。而后欧摩尔波斯为波塞頓所救。

## 引注
1. ↑  Liddell and Scott, s.v. χιών （页面存档备份，存于）
2. ↑  Grimal, s.v. Chione; Smith, s.v. Chione 1. （页面存档备份，存于）; Apollodorus, 3.15.2 （页面存档备份，存于）, 1.9.21 （页面存档备份，存于）; Pausanias, 1.38.2.
3. ↑  Grimal, s.v. Eumolpus; Smith, s.v. Eumolpus （页面存档备份，存于）; Apollodorus, 3.15.4 （页面存档备份，存于）; Pausanias, 1.38.2. For other traditions regarding Eumolpus' parentage see Frazer's 3.15.4 n. 1 （页面存档备份，存于）